# Ancorasporella
Ancorasporella är ett släkte av svampar. Ancorasporella ingår i divisionen sporsäcksvampar och riket svampar.